# ブリソーニュ
ブリソーニュ（フランス語: Brissogne [bʁisɔɲ]）は、イタリア共和国ヴァッレ・ダオスタ州にある、人口約900人の基礎自治体（コムーネ）。

## 地理

### 位置・広がり

#### 隣接コムーネ
隣接するコムーネは以下の通り。
- シャルヴンソ
- コーニュ
- ポレアン
- クアール
- サン＝マルセール

## 行政

### 分離集落
ブリソーニュには、以下の分離集落（フラツィオーネ）がある。
- Ayettes, Bondinaz, Bruchet, Chaney, Chésalet, Cheyssan, Chez-les-Volget, Établoz, Fassoulaz, Grand-Brissogne, Grand-Fauve, Grange, L'Île-Blonde, Les Îles, La Lovatère, Luin, Neyran, Neyran-Dessous, Neyran-Dessus, Pâcou, Pallu-Dessous, Pallu-Dessus, Pallu-du-Milieu, Passerin, Le Petit-Banc, Le Petit-Pollein, Le Pouyet, Primaz (sede comunale), Truchet, Vaud